# Antarchaea mansueta
Antarchaea mansueta är en fjärilsart som beskrevs av Walker 1864. Antarchaea mansueta ingår i släktet Antarchaea och familjen nattflyn. Inga underarter finns listade i Catalogue of Life.